# Romuliano (prefetto del pretorio)
Romuliano (latino: Romulianus) (fl. 404-405) è stato un funzionario romano nell'Impero romano d'Occidente, in carica come Prefetto del pretorio delle Gallie tra il 404 e il 405.
La sua carica è attestata da due leggi: Codice teodosiano XVI 8.16, data a Roma il 22 aprile 404; Codice teodosiano IX 38.10, data a Ravenna il 6 agosto 405 (sebbene i manoscritti riportino la data corrispondente al 400).